# Порт-Барр (Луїзіана)
Порт-Барр (англ. Port Barre) — місто (англ. town) в США, в окрузі Сент-Ландрі штату Луїзіана. Населення — 1751 особа (2020).

## Географія
Порт-Барр розташований за координатами 30°33′25″ пн. ш. 91°57′23″ зх. д. / 30.55694° пн. ш. 91.95639° зх. д. (30.557069, -91.956340).  За даними Бюро перепису населення США в 2010 році місто мало площу 2,87 км², з яких 2,77 км² — суходіл та 0,10 км² — водойми.

## Демографія
Згідно з переписом 2010 року, у місті мешкало 2055 осіб у 810 домогосподарствах у складі 554 родин. Густота населення становила 715 осіб/км².  Було 901 помешкання (314/км²).
Расовий склад населення:
| - 71,6 % — білих - 25,7 % — чорних або афроамериканців - 0,2 % — азіатів - 0,1 % — корінних американців |

До двох чи більше рас належало 2,2 %. Частка іспаномовних становила 1,6 % від усіх жителів.
За віковим діапазоном населення розподілялося таким чином: 26,5 % — особи молодші 18 років, 60,0 % — особи у віці 18—64 років, 13,5 % — особи у віці 65 років та старші. Медіана віку мешканця становила 36,3 року. На 100 осіб жіночої статі у місті припадало 93,7 чоловіків;  на 100 жінок у віці від 18 років та старших — 91,6 чоловіків також старших 18 років.
Середній дохід на одне домашнє господарство  становив 33 907 доларів США (медіана — 22 273), а середній дохід на одну сім'ю — 38 614 долари (медіана — 30 318). За межею бідності перебувало 38,0 % осіб, у тому числі 51,0 % дітей у віці до 18 років та 13,4 % осіб у віці 65 років та старших.
Цивільне працевлаштоване населення становило 588 осіб. Основні галузі зайнятості: освіта, охорона здоров'я та соціальна допомога — 38,6 %, роздрібна торгівля — 13,4 %, мистецтво, розваги та відпочинок — 9,7 %, будівництво — 9,5 %.